# République centrafricaine aux Jeux olympiques d'été de 2024
Le République centrafricaine participe aux Jeux olympiques de 2024 à Paris. Il s'agit de sa 12e participation à des Jeux olympiques d'été.
Le nageur Terence Tengue et la judokate Nadia Guimendego sont nommés porte-drapeaux de la délégation centrafricaine,.

## Nombre d’athlètes qualifiés par sport
Voici la liste des qualifiés et sélectionnés par sport (remplaçants compris) :
| Sport             | Hommes | Femmes | Total |
| ----------------- | ------ | ------ | ----- |
| Athlétisme        | 1      | -      | 1     |
| Judo              | -      | 1      | 1     |
| Natation sportive | 1      | 1      | 2     |
| Total             | 2      | 2      | 4     |

## Résultats

### Athlétisme
| Athlètes        | Épreuve | Premier tour (ou tour préliminaire) | Premier tour (ou tour préliminaire) | Repêchage (ou premier tour) | Repêchage (ou premier tour) | Demi-finales | Demi-finales | Finale  | Finale  |
| Athlètes        | Épreuve | Temps                               | Rang                                | Temps                       | Rang                        | Temps        | Rang         | Temps   | Rang    |
| --------------- | ------- | ----------------------------------- | ----------------------------------- | --------------------------- | --------------------------- | ------------ | ------------ | ------- | ------- |
| Hervé Toumandji | 100 m   | 10 s 76                             | 4e                                  | Éliminé                     | Éliminé                     | Éliminé      | Éliminé      | Éliminé | Éliminé |

### Judo
La République centrafricaine a qualifié un judoka. Nadia Guimendego, une judokate franco-centrafricaine, représente le pays marquant le retour de la nation dans ce sport depuis 2004.
| Athlète          | Compétition    | 1er tour            | 2e tour             | Quart de finale     | Demi-finale         | Repêchage           | Finale / CB         | Rang |
| Athlète          | Compétition    | Adversaire Résultat | Adversaire Résultat | Adversaire Résultat | Adversaire Résultat | Adversaire Résultat | Adversaire Résultat | Rang |
| ---------------- | -------------- | ------------------- | ------------------- | ------------------- | ------------------- | ------------------- | ------------------- | ---- |
| Nadia Guimendego | Moins de 63 kg | Krišto Défaite 0-10 | Éliminée            | Éliminée            | Éliminée            | Éliminée            | Éliminée            | 17e  |

### Natation
| Athlète            | Épreuve                  | Séries  | Séries | Demi-finales | Demi-finales | Finale   | Finale   |
| Athlète            | Épreuve                  | Temps   | Rang   | Temps        | Rang         | Temps    | Rang     |
| ------------------ | ------------------------ | ------- | ------ | ------------ | ------------ | -------- | -------- |
| Terence Tengue     | 50 m nage libre masculin | 30 s 96 | 73e    | Éliminé      | Éliminé      | Éliminé  | Éliminé  |
| Tracy Marine Andet | 50 m nage libre féminin  | 34 s 95 | 76e    | Éliminée     | Éliminée     | Éliminée | Éliminée |